# Řád za vynikající zásluhy
Řád za vynikající zásluhy (uzbecky: Buyuk xizmatlari uchun) je státní vyznamenání Republiky Uzbekistán založené roku 1996. Udílen je v jediné třídě občanům Uzbekistánu i cizím státním příslušníkům.

## Historie a pravidla udílení
Řád byl založen zákonem č. 251-I. ze dne 29. srpna 1996. Status řádu byl reformován v roce 2003. Udílen je občanům Uzbekistánu i cizím státním příslušníkům za jejich mimořádné zásluhy o rozvoj vědy a techniky, ekonomiky a kultury. Dále je udílen za významný přínos k rozvoji mezinárodní spolupráce a za zásluhy o domácí i zahraniční politiku zaměřenou na posílení mezinárodní prestiže Uzbekistánu.
S udělením řádu je spojena jednorázová peněžní odměna a osobám vyznamenaným tímto oceněním náleží dle příslušného zákona i další výhody. V případě posmrtného udělení vyznamenání náleží peněžní odměna rodině oceněného.

## Insignie
Řádový odznak je vyroben z pozlaceného mincovního stříbra. Má tvar osmicípé červeně smaltované hvězdy. Mezi jednotlivými cípy jsou zeleně smaltované lístky. Uprostřed je kulatý medailon o průměru 24 mm se zlatou obrysovou mapou Uzbekistánu. Mapa je umístěna na modře smaltovaném pozadí symbolizujícím zeměkouli. Medailon je lemován bíle smaltovaným kruhem o průměru 35 mm. Kruh je zlatě lemován. V kruhu je v horní části zlatý nápis v uzbečtině BUYUK XIZMATLARI UCHUN. Ve spodní části jsou dvě zkřížené zeleně smaltované vavřínové ratolesti. Ke stuze je odznak připojen pomocí přechodového prvku v podobě zlatého ptáka s roztaženými křídly s vycházejícím sluncem v pozadí.
Stuha z hedvábného moaré sestává ze širokého pruhu zelené barvy uprostřed, na který symetricky z obou stran navazují úzké proužky bílé barvy, širší proužky červené barvy, ještě širší pruhy modré barvy a při okrajích je stuha lemována úzkými proužky červené barvy. Řád se nosí na hrudi.